# I. Lajos etruriai király
Lajos Ferenc Filibert herceg (olaszul Lodovico (Luigi) Francisco Filiberto di Borbone–Parma (Piacenza, Emilia-Romagna, 1773. augusztus 5. – Firenze, 1803. május 27.), a Bourbon-ház parmai ágából származó herceg, spanyol infáns (Infante de España), 1802–től Parma címzetes hercege, 1801–1803 között Bonaparte tábornok kegyelméből I. Lajos néven a csatlós Etruriai Királyság első uralkodója (Lodovico I ré di Etruria).

## Élete

### Származása
Édesapja I. Ferdinánd parmai herceg (1751–1802) volt, I. Fülöp parmai herceg (1720–1765) és Lujza Erzsébet francia királyi hercegnő (1727–1759) fia, XV. Lajos király unokája.
Édesanyja Habsburg–Lotaringiai Mária Amália főhercegnő (1746–1804) volt, Mária Terézia osztrák uralkodó főhercegnő és I. (Lotaringiai) Ferenc német-római császár nyolcadik leánya.
Szüleinek házasságából 7 testvér született:
- Karolina Mária hercegnő (1770–1804), aki Miksa szász királyi herceghez (1759–1838) ment feleségül.
- Lajos (Lodovico) herceg (1773–1803), Etruria királya, Mária Lujza Jozefa spanyol infánsnő férje.
- Mária Antónia (Antonietta) hercegnő (1774–1841), Szent Orsolya-rendi apáca.
- Sarolta (Carlota) hercegnő (1777–1813).
- Fülöp herceg (1783–1786), kisgyermekként meghalt.
- Antónia Lujza hercegnő (*/† 1784), születésekor meghalt.
- Lujza Mária hercegnő (1787–1789), kisgyermekként meghalt.

Gyermekkorát Parmában töltötte. Vézna, gyenge testalkatú fiú volt, gyakran küszködött megfázással, köhögéssel. Kisgyermekként baleset érte, beütötte fejét egy márványasztalba. Életének további részében olyan egészségügyi tüneteket produkált, amelyeket – a kortársak leírása alapján – modern szakértők epilepsziaként azonosítottak.
A hercegség trónörököseként 1795-ben Madridba utazott, hogy oktatását tökéletesítsék. Az utazás másik célja az volt, hogy feleségül adják hozzá nagybátyjának, IV. Károly spanyol királynak valamelyik leányát.

### Házassága, gyermekei
Lajos Ferenc herceg, Parma trónörököse 1795. augusztus 25-én Madridban feleségül vette elsőfokú unokanővérét, Mária Lujza Jozefa spanyol infánsnőt (1782–1824), IV. Károly spanyol király (1748–1819) és Mária Lujza Bourbon–parmai hercegnő (1751–1819) leányát, a házasság révén felvehette a spanyol királyi hercegi (Infante de España) címet.
Két gyermekük született:
- Károly Lajos herceg (1799–1883), a trónörökös, 1803–1807-ig Etruria királya, 1847–49 között Parma uralkodó hercege, aki 1820-ban Mária Terézia szárd királyi hercegnőt (1803–1879), I. Viktor Emánuel szárd–piemonti király leányát vette feleségül.
- Mária Lujza Sarolta (1802–1857), aki 1825-ben saját nagynénjének, Karolina Mária Bourbon–parmai hercegnőnek özvegyéhez, Miksa szász királyi herceghez (1759–1838) ment feleségül. Második férje (1838-ban) Fernando Rossi gróf, harmadik férje (1855-ben) Giovanni Vimercati gróf lett.

A házasság boldognak bizonyult. Házasságuk első, majdnem felhőtlen éveit Spanyolországban töltötték. Első gyermekük, Károly herceg Madridban született. Életület azonban beárnyékolta Lajos herceg gyenge egészsége. Légzési nehézségei és epilepsziás problémái az évek előrehaladtával súlyosbodtak, szokásos napi teendőiben is feleségére kellett támaszkodnia.
1796-ban, miközben Lajos herceg feleségével Spanyolországban tartózkodott, a francia forradalmi hadsereg elfoglalta Észak-Itáliát, vele a Parma, Piacenza és Guastalla hercegségeit is. Bonaparte tábornok az általa a Toszkánai Nagyhercegség területén kreált Etruriai Köztársasághoz csatolta őket. Lajos apja, I. Ferdinánd parmai herceg a francia megszállók gyámsága alá került.

### Etruria királya

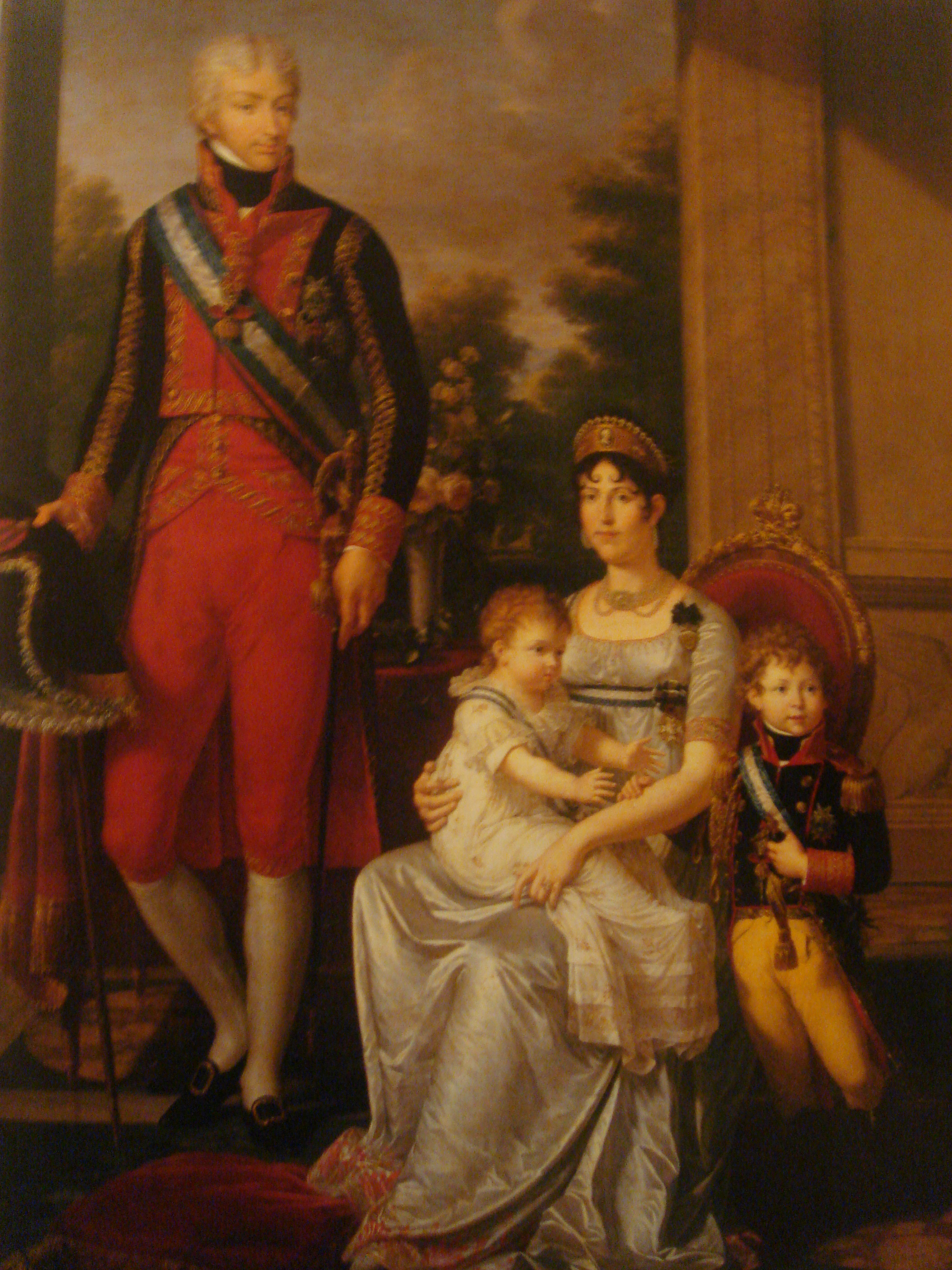
Lajos király családja körében

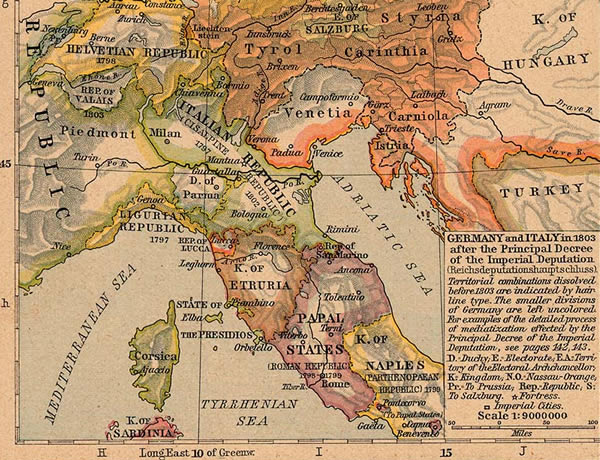
Észak-Itália és az Etruriai Királyság 1803-ban.

1801 februárjában a lunéville-i békeszerződés értelmében I. Ferdinánd herceg névleg megkapta a Toszkánai Nagyhercegséget, de ezt már májusban el is veszítette. Bonaparte tábornok már Anglia ellen készülődött, és szövetségesül meg akarta nyerni a Spanyol Királyságot. Megállapodott a spanyol Bourbon-házzal, hogy a Parmai Hercegség elvesztéséért kárpótlásként megkapják a Bonaparte által királysággá átalakított Etruriai Köztársaságot.
1801. március 21-én Bonaparte megbízottai és Manuel de Godoy spanyol főminiszter megkötötték az aranjuezi szerződést, amely az Etruriai Királyság uralkodójaként a 28 éves Lajos Bourbon–parmai herceget, Ferdinánd fiát jelölte meg. Az egyezmény szerint a Parmai Hercegség Ferdinánd halála után a Francia Köztársaságra szállt. Lajos herceg feleségével és kisfiával együtt rangrejtve Párizsba utazott, hogy átvegye új királyi megbízatását Bonaparte első konzul kezéből. A franciaországi utazás során a Livorno grófja és grófnéja álnevet használták. 1801. május 25-én Párizsban beiktatták Etruria királyának méltóságába. Az új királyi család 1801 augusztusában érkezett meg székvárosába, Firenzébe, ahol Grouchy tábornok francia csapatainak élén ünnepélyesen fogadta őket.
Lajos apja, Ferdinánd herceg ettől kezdve a francia kormánymegbízott állandó felügyelete alatt élt a fontevivói apátságban, ahol 1802-ben meg is halt, valószínűleg megmérgezték. Halála előtt fiát, Lajos herceget jelölte ki Parma uralkodó hercegévé, aki azonban nem vehette át apja örökségét, mert Parma és Piacenza hercegségeit az aranjuezi szerződés értelmében 1802-ben a Francia Köztársasághoz csatolták.

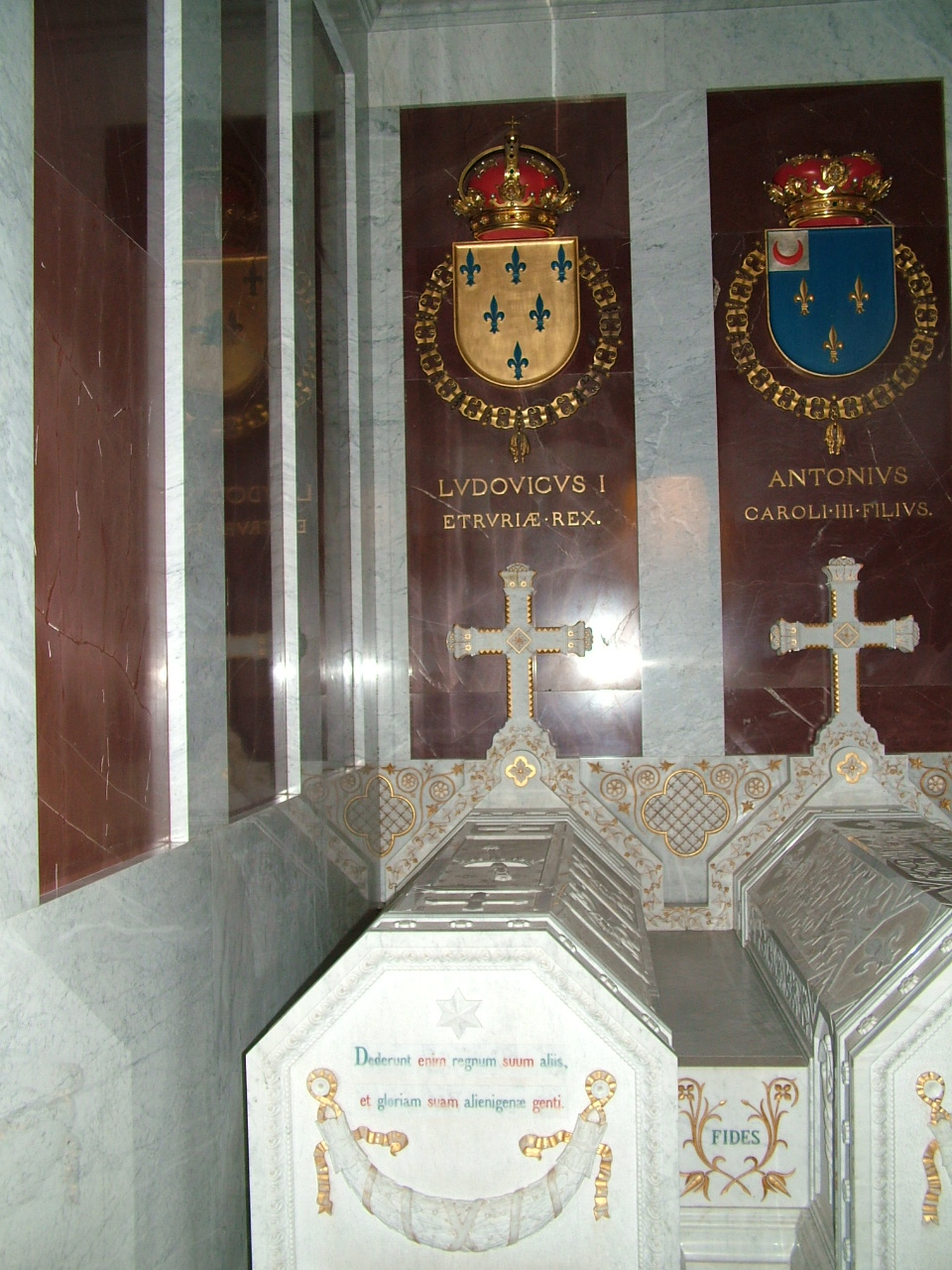
Lajos sírja az Escorialban.

### Két esküvő, két temetés
1802-ben Lajos király és gyermeket váró felesége Spanyolországba hajóztak, hogy részt vegyenek IV. Károly király gyermekeinek, Mária Lujza Jozefa királyné két testvérének kettős esküvőjén. Bátyjának, Ferdinánd asztúriai hercegnek (a későbbi VII. Ferdinánd királynak) esküvőjét Mária Antonietta Terézia nápoly–szicíliai királyi hercegnővel, másfelől fiatal húgának, Mária Izabella spanyol infánsnőnek esküvőjét Ferenc nápoly–szicíliai trónörökössel (a későbbi I. Ferenc királlyal) egyidőben, 1802. október 4-én és október 6-án tartották meg. Lajos második gyermeke, Mária Lujza Sarolta hercegnő október 2-án Barcelona partjai előtt, még a hajó fedélzetén megszületett, a királyi pár ennek ellenére részt vett az esküvői eseményeken).
Az etruriai királyi pár decemberben utazott vissza Itáliába, amikor hírt kaptak arról, hogy Lajos király apja, a fontevivói kolostorba visszavonult és a francia megszállók által szigorú felügyelet alatt tartott I. Ferdinánd herceg az esküvőkkel szinte egy időben, a kettős esküvővel egy időben (október 9-én) meghalt.
Firenzébe visszatérve Lajos király egészsége tovább romlott. 1803. május 27-én, mindössze 30 évesen meghalt, valószínűleg egy epilepsziás roham következtében. Testét Spanyolországba szállították. A spanyol királyok temetkezőhelyén, a San Lorenzo de El Escorial-i királyi kolostorban, az Infánsok Kriptájában (Panteón de Infantes) helyezték örök nyugalomra.

### Királyságának későbbi sorsa
Az Etruriai Királyság trónját négyéves fia, Károly Lajos herceg örökölte, akit I. Károly és II. Lajos néven is említenek. A kiskorú uralkodó helyett anyja, az özvegy Mária Lujza Jozefa anyakirályné régensként kormányozta a királyságot még 4 évig, amikor I. Napóleon császár megszüntette az Etruriai Királyságot, az özvegy Mária Lujza Jozefát fiával együtt visszaküldte Spanyolországba. 1808. május 30-án az Etruriai Királyságot a Francia Császársághoz csatolták.

## Külső hivatkozások
- A Capetingek leszármazási listája. Archiválva 2020. szeptember 19-i dátummal a Wayback Machine-ben
- Családi, életrajzi adatai.
- A parmai Bourbonok családfái.[halott link]
- Családi, életrajzi adatai[halott link].
- I. Lajos (Lodovico 1), a Geocities/Archive.org honlapon.
- Családtagjai (royaltyguide.NL)

| Előző uralkodó: – | Etruria királya 1801–1803 Bourbon-ház | Következő uralkodó: I. Károly |

| Előző uralkodó: I. Ferdinánd | Parma uralkodó hercege (címzetes) 1802–1803 Bourbon-ház | Következő uralkodó: – (Francia Köztársaság) |